# Jicchak Jicchaki (1936–1994)
Jicchak Jicchaki  (hebr.: צחק יצחקי, ang.: Yitzhak Yitzhaky, Itzhak Itzhaky, ur. 26 listopada 1936 w Tyberiadzie, zm. 19 lutego 1994) – izraelski psycholog, nauczyciel i polityk, w latach 1977–1981 poseł do Knesetu.

## Życiorys
Urodził się 26 listopada 1936 w Tyberiadzie w ówczesnym brytyjskim mandacie Palestyny.
W rodzinnym mieście działał w ruchu Maccabi. Ukończył psychologię i edukację na Uniwersytecie Bar-Ilana w Ramat Ganie. Pracował jako konsultant i nauczyciel. W 1961 założył klub „Idud”. latach 1961–1963 był dyrektorem szkoły specjalnej w Tyberiadzie. W latach 1975–1983 opublikował pięć książek głównie dotyczących wychowania młodzieży, ich praw w izraelskim prawodawstwie oraz zagrożenia narkotykami.
W wyborach parlamentarnych w 1977 po raz i jedyny pierwszy dostał się do izraelskiego parlamentu, z listy – stworzonego przez Ariela Szarona ugrupowania Szlomcijon. Wkrótce po wyborach, 5 lipca, ugrupowanie przyłączyło się do Likudu. W dziewiątym Knesecie przewodniczył komisji ds. systemu szkół podstawowych i reformy edukacji; zasiadał także w dwóch komisjach stałych – edukacji i kultury oraz budownictwa. 14 października 1980 opuścił Likud, początkowo w ławach Knesetu zasiadał jako niezależny poseł, a od 11 listopada jako polityk partii Jeden Izrael. W kolejnych wyborach nie udało mu się zdobyć mandatu poselskiego.
Zmarł 19 lutego 1994 w wieku 57 lat.